# Ellis Grey

Ellis Grey, M.D., F.A.C.S é uma personagem fictícia da série Grey's Anatomy. Ela foi uma importante cirurgiã geral, que fez grandes atos para a medicina moderna. Trabalhou e ganhou renome no hospital que hoje em dia leva o nome de Hospital Memorial Grey Sloan, em homenagem a dois grandes médicos que faziam parte da equipe do hospital, e acabaram falecendo durante um acidente de avião.
Ellis Grey é mãe de Meredith Grey e de Maggie Pierce, ex-esposa de Thatcher Grey, e amante de Richard Webber. Sua história é contada fraciondadamente, de acordo com o decorrer dos episódios. O que se sabe no começo, é que a mesma tinha Alzheimer, e veio a falecer em decorrência do mesmo. 
Ganhou grandes premios, como o Prêmio Avery (atualmente, Catherine Fox de Inovação Cirúrgica).